# Cadre-47/1-Weltmeisterschaft 1975

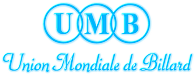
Logo UMB (ausrichtender Verband)

Veranstaltungsort: Rotterdam

Die Cadre-47/1-Weltmeisterschaft 1975 war die zweite Cadre 47/1 UMB-Weltmeisterschaft, die bis 1938 im Cadre 45/1 ausgetragen wurde. Das Turnier fand vom 20. bis zum 23. März 1975 in Rotterdam statt. Es war die zweite Cadre 47/1 Weltmeisterschaft in den Niederlanden, wobei die erste im Cadre 45/1 1935 in Scheveningen ausgetragen wurde.

## Geschichte
Diese Weltmeisterschaft hatte mit Hans Vultink, der vor dem Turnier als Top-Favorit gehandelt wurde, einen hochverdienten Sieger. Alle seine Ergebnisse waren neue Weltrekorde. Das sah nach dem zweiten Durchgang noch völlig anders aus. Gegen seinen Landsmann Jean Bessems verlor Vultink glatt mit 39:300 in 12 Aufnahmen. Danach spielte er aber wie entfesselt und er ist der erste Spieler der im Cadre 47/1 eine Partie in einer Aufnahme (300,00 Durchschnitt) beenden konnte. Da 1975 noch prolongierte Serien geführt wurden, war die Höchstserie von 386 und der Generaldurchschnitt (GD) mit 42,76 ebenfalls Weltrekord. Ein sehr durchwachsenes Turnier spielte der Deutsche Mitfavorit Dieter Müller der nur den vierten Rang erreichte.

## Turniermodus
Es wurde eine Finalrunde im Round Robin System bis 300 Punkte gespielt. Bei MP-Gleichstand wird in folgender Reihenfolge gewertet:
1. MP = Matchpunkte
2. GD = Generaldurchschnitt
3. HS = Höchstserie

## Abschlusstabelle
| MP    | Match Points (Sieger = 2; Unentschieden = 1; Verlierer = 0) |
| Pkte. | Erzielte Karambolagen                                       |
| Aufn. | Benötigte Versuche                                          |
| GD    | Generaldurchschnitt                                         |
| BED   | Bester Einzeldurchschnitt eines Spielers                    |
| HS    | Höchstserie                                                 |
|       | Bester GD des Turniers                                      |
|       | Bester ED des Turniers                                      |
|       | Beste HS des Turniers                                       |
|       | 1. Platz (Gold)                                             |
|       | 2. Platz (Silber)                                           |
|       | 3. Platz (Bronze)                                           |

| Platz                      | Name              | MP   | Pkte. | Aufn. | GD    | BED    | HS  |
| -------------------------- | ----------------- | ---- | ----- | ----- | ----- | ------ | --- |
| 1                          | Hans Vultink      | 12:2 | 1839  | 43    | 42,76 | 300,00 | 386 |
| 2                          | Jean Bessems      | 10:4 | 2008  | 91    | 22,06 | 33,33  | 156 |
| 3                          | Francis Connesson | 8:6  | 1685  | 54    | 31,20 | 60,00  | 225 |
| 4                          | Dieter Müller     | 6:8  | 1625  | 77    | 21,10 | 42,85  | 206 |
| 5                          | Johann Scherz     | 6:8  | 1562  | 80    | 19,52 | 27,27  | 96  |
| 6                          | Osvaldo Berardi   | 6:8  | 1330  | 71    | 18,73 | 30,00  | 128 |
| 7                          | Günter Siebert    | 4:10 | 1510  | 89    | 16,96 | 21,42  | 120 |
| 8                          | José Gálvez       | 4:10 | 1223  | 85    | 14,38 | 30,00  | 116 |
| Turnierdurchschnitt: 21,66 |                   |      |       |       |       |        |     |